# جاستن بيلي (كرة سلة)
جاستن بيلي (بالإنجليزية: Justin Bailey)‏ مواليد 10 يونيو 1977 في نيو برونزويك، هو لاعب كرة سلة محترف أمريكي سابق بدأ مسيرته الاحترافية في سنة 1999. اعتزل اللعب في 2012. لعب مع فريق بالينينسيس لكرة السلة في البرتغال.

## روابط خارجية
- جاستن بيلي على موقع كلية كرة السلة في سبورتس رفرنس.كوم (الإنجليزية)
- جاستن بيلي على موقع بروبوليرز (الإنجليزية)